# علاج آشلي
يشير علاج آشلي إلى مجموعة مثيرة للجدل من الإجراءات الطبية التي أُجريت على طفلة أمريكية تُعرف باسم "آشلي إكس".
وُلدت آشلي عام 1997، وتعاني من إعاقات نمو شديدة بسبب اعتلال دماغي ثابت؛ ويُفترض أنها على المستوى العقلي للرضيع، لكنها تستمر في النمو جسديًا. شمل العلاج تقزيم النمو باستخدام جرعات عالية من الإستروجين، واستئصال الرحم، واستئصال براعم الثديين بشكل ثنائي، واستئصال الزائدة الدودية.
في حزيران 2016، وبعد 18 عامًا من البحث، تبيّن أن حالة آشلي ناجمة عن طفرة جديدة (غير موروثة، أي طفرة جينية) غير فسيفسائية في نوكليوتيد مفرد في جين GRIN1، وهو جين له دور في نقل الإشارات العصبية.
كان الهدف الرئيسي من العلاج هو تحسين جودة حياة آشلي من خلال الحد من نموها الجسدي، وإلغاء آلام ونزيف الحيض، ومنع الانزعاج الناتج عن كِبر حجم الثديين. وقد أثار الجمع بين العمليات الجراحية والعلاج بالإستروجين الكثير من النقاش العام والتحليلات الأخلاقية في أوائل عام 2007، بعضها كان مؤيدًا وبعضها الآخر كان معارضًا.
قدّم والدا آشلي أول مقابلة مكتوبة لهما إلى سي إن إن هيلث في آذار 2008، والمقابلة الثانية إلى صحيفة ذا جارديان في آذار 2012.
بالإضافة إلى ذلك، نشرت ذا جارديان مقابلتين مع أمّين لطفلة وطفل خضعا للعلاج نفسه.
كما عرض برنامج تلفزيوني ومقالة في عام 2014 قصة مماثلة لفتاة في نيوزيلندا.
وتم نشر دراسة استقصائية عن تقزيم النمو بين أطباء الغدد الصماء للأطفال في تموز 2015.

## الخلفية
وُلدت آشلي وهي تعاني من تلف شديد في الدماغ ناتج عن سبب وراثي، ويُطلق عليه مصطلح "اعتلال دماغي ثابت" لأنه لا يتحسن بمرور الوقت. وعلى الرغم من أنها تنام وتستيقظ وتتنفس من تلقاء نفسها، إلا أنها غير قادرة على رفع رأسها، أو الجلوس، أو إمساك الأشياء، أو المشي، أو الكلام، ويجب إطعامها عبر أنبوب. ومع ذلك، فهي منتبهة وتتفاعل مع محيطها، وتستمتع بشكل خاص بسماع موسيقى أندريا بوتشيلي. أطلق والداها عليها لقب "ملاك الوسادة"، لأنها تبقى دائمًا حيث توضع، وغالبًا ما يكون ذلك على وسادة.
في عام 2004، عندما كانت آشلي في السادسة والنصف من عمرها، بدأت تظهر عليها علامات البلوغ، وبدأ والداها والأطباء في توقّع مجموعة من المشكلات الشائعة لدى الأطفال ذوي الإعاقات العصبية الشديدة.
فعندما يكبر هؤلاء الأطفال جسديًا، يتطلب نقلهم وتقديم الرعاية الأساسية لهم قوةً أكبر، مما يزيد من خطر الإصابة بتقرحات الضغط الناتجة عن عدم الحركة. ويُعدّ البلوغ المبكر شائعًا لدى الأطفال الذين يعانون من أشكال مختلفة من تلف الدماغ الشديد. وغالبًا ما تكون مظاهر البلوغ المبكر، كظهور الصفات الجنسية الثانوية، مصدر قلق وإزعاج للآباء ومقدمي الرعاية. ويلجأ العديد من آباء الأطفال ذوي الإعاقات الشديدة إلى البحث عن طرق لتفادي التعامل مع الدورة الشهرية والخصوبة لدى طفل يرتدي حفاضات. وقد استُخدمت مجموعة من العلاجات على مدى العقود الماضية للتعامل مع هذه القضايا.
في تموز 2004، خضعت آشلي لعملية استئصال الرحم (لمنع حدوث الدورة الشهرية) وجراحة لإزالة براعم الثدي الناشئة (لمنع تطورها). كما خضعت أيضًا لعملية استئصال الزائدة الدودية (لأن آشلي لن تتمكن من التعبير عن أعراضها). أُجريت العمليات في مستشفى الأطفال والمركز الطبي الإقليمي في مدينة سياتل. بالإضافة إلى ذلك، أنهت آشلي في كانون الأول 2006 العلاج بالإستروجين عبر لصقات جلدية، ما سرّع من إغلاق صفائح النمو لديها بشكل طبيعي.
ظهرت قصة آشلي لأول مرة في تشرين الأول 2006، في مجلة أرشيف طب الأطفال والمراهقين. وفي كانون الثاني 2007، أنشأ والداها، اللذان فضّلا عدم الكشف عن هويتهما، مدونة إلكترونية لشرح أسباب اتخاذ قرارهما ومشاركة قصتهما مع عائلات أطفال آخرين قد يستفيدون من التجربة.

## الحجج المؤيدة للعلاج
يُصرّح والدا آشلي بأنهما سعيا إلى هذا العلاج لمصلحة ابنتهما الفضلى، أي لتمكينهما من الاستمرار في رعايتها شخصيًا في المنزل بشكل دائم؛ ولتعظيم قدرتها على المشاركة في الأنشطة العائلية؛ ولتجنّب التشنجات والانزعاج المرتبط بالدورة الشهرية؛ ولتجنّب الانزعاج الناتج عن كِبر حجم الثديين (وهو أمر وراثي في عائلة آشلي) أثناء الاستلقاء أو عند تقييد الصدر في الكرسي المتحرك.
بالإضافة إلى ذلك، أشارا إلى فوائد جانبية إضافية: تقليل خطر الإصابة بتقرحات الفراش؛ والوقاية من سرطان الثدي والنموات الليفية الكيسية (وكلاهما حدث في عائلتها)؛ والوقاية من الحمل؛ والوقاية من التهاب الزائدة الدودية، الذي يصيب 5% من السكان، والذي سيكون من الصعب تشخيصه لدى آشلي لأنها غير قادرة على التعبير عن الأعراض. كما يعتقد والداها أن غياب الصفات الجنسية الثانوية سيجعل آشلي أقل عرضةً للاعتداء الجنسي من قبل مقدّمي الرعاية المستقبليين عندما يصبحان غير قادرين على رعايتها.
في مقالة نُشرت في حزيران 2009 حول تقزيم النمو، توصّل اثنان من أطباء الغدد الصماء للأطفال واثنان من خبراء الأخلاقيات الحيوية إلى الاستنتاج التالي:
"تشير تحليلاتنا إلى أن تقزيم النمو هو علاج مبتكر وآمن بدرجة كافية، ويوفّر إمكانية تحسين جودة الحياة للأطفال غير القادرين على المشي والذين يعانون من إعاقات معرفية شديدة، ولأُسرهم. ينبغي على أطباء الأطفال وغيرهم من مقدمي الرعاية مناقشة هذه الخيارات كجزء من الإرشاد الوقائي ابتداءً من سن الثالثة، بحيث يمكن – إذا تم اختيار العلاج – تحقيق الفوائد السريرية المحتملة ذات المغزى."
كما نشر خبيرا الأخلاقيات الحيوية المشار إليهما في المقالة السابقة مقالة أخرى في كانون الثاني 2010، قاموا فيها بجمع الانتقادات الموجهة إلى علاج آشلي والرد عليها، وخلصوا إلى ما يلي:
"الغرض من هذه الورقة هو تقديم مراجعة موجزة لقضية "علاج آشلي" والقضايا التي أثارتها، ثم تناول 25 حجة موضوعية مميزة طُرحت كمبررات لاحتمالية عدم أخلاقية هذا العلاج. ونخلص إلى أنه، رغم إثارة بعض المخاوف المهمة، فإن هذه المخاوف لا ترقى من حيث الوزن إلى اعتبار التدخلات التي أُجريت في حالة آشلي بأنها تتعارض مع مصلحتها الفضلى، كما أنها لا تُعد كافية لمنع استخدام مماثل لهذه التدخلات في المستقبل للمرضى المختارين بعناية ممّن قد يستفيدون منها كذلك."

## النتائج
بعد عام من إجراء العلاج، اعتبر والدا آشلي العلاج ناجحًا: فهي لن تعاني أبدًا من انزعاج الدورة الشهرية أو التشنجات المصاحبة لها، وستبقى دائمًا مسطّحة الصدر، مما يجنّبها الانزعاج والمشاكل المرتبطة بالثديين. وبفضل إغلاق صفائح النمو لديها، فقد وصلت إلى طولها النهائي البالغ 53 إنشًا (135 سم أو 4 أقدام و5 إنشات)، ووزنها 63 رطلاً (29 كغم)، أي انخفاض بنسبة تقديرية تبلغ 20% في الطول و40% في الوزن من حجمها المحتمل.

## ردود الفعل
في الولايات المتحدة، وجّه آرثر كابلان، من مركز الأخلاقيات الحيوية في جامعة بنسلفانيا، انتقادًا لعلاج آشلي في مقال افتتاحي نشره على موقع إم إس إن بي سي، قال فيه إن هذا العلاج "حل دوائي لفشل اجتماعي – وهو أن المجتمع الأمريكي لا يقوم بما يجب لمساعدة الأطفال ذوي الإعاقات الشديدة وعائلاتهم".
ومن جهة أخرى، عبّر ثلاثة من أبرز خبراء الأخلاقيات الحيوية عن دعمهم للعلاج وتناولوا جوانب مختلفة منه في مقالات رأي نشرتها مجلة "ساينتيفك أمريكان".
أما نشطاء حقوق ذوي الإعاقة، بمن فيهم منظمة "نوت دِد يِت" و"الاستجابة النسوية في النشاط من أجل ذوي الإعاقة"، فقد وصفوا العلاج بأنه "تجريب طبي جائر"، و"تشويه"، و"نزع للصفات الجنسية"، وانتهاك لحقوق آشلي الإنسانية.
ودعت منظمة فريدا الجمعية الطبية الأمريكية إلى إدانة علاج آشلي. كما أعلنت "صندوق تعليم ودفاع حقوق ذوي الإعاقة": "نحن نعتبر أن مبدأ الاستقلال الجسدي والشخصي لجميع ذوي الإعاقة أمر مقدّس وغير قابل للتفاوض".
أفاد والدا آشلي بأن 95% من أصل 5000 رسالة بريد إلكتروني تلقوها كانت مؤيدة للعلاج، وقد تم نشر العديد من هذه الشهادات ورسائل الدعم في مدونة آشلي.
وأشارا إلى وجود دعم قوي بشكل خاص بين أولياء أمور ومقدّمي رعاية الأطفال الذين يعانون من حالات مشابهة لحالة آشلي، وهم أصحاب التجربة المباشرة. واستشهدا بعدد من خبراء الأخلاقيات الذين أيدوا العلاج، ومنهم جورج دفورسكي وبيتر سنجر ونورم فوست ودوغ ديكيما.
في المملكة المتحدة، صرّحت الرابطة الطبية البريطانية: "إذا وقعت حالة مماثلة في المملكة المتحدة، فنعتقد أنها ستحال إلى المحكمة، وسيكون أي قرار صادر هو ما يحقق مصلحة الطفل الفضلى".
وأعرب الدكتور بيتر هندمارش، أستاذ الغدد الصماء للأطفال في مستشفى غريت أورموند ستريت، عن قلقه من أن قرار العلاج اتخذته لجنة الأخلاقيات في المستشفى. وقال: "لست متأكدًا من أن لجنة الأخلاقيات كانت المكان المناسب لاتخاذ القرار"، مضيفًا أن من غير الواضح من الذي كان يمثل مصلحة الطفل عند عرض الحالة على اللجنة.
وفي كندا، نشر خبير الأخلاقيات آرثر شيفر مقالًا رأيًا على مستوى البلاد في الدفاع عن العملية باعتبارها مبررة من منظور راحة آشلي، ما أثار انتقادات من نشطاء حقوق ذوي الإعاقة مثل ديف هينغسبورغر من مستشفى "يورك سنترال"، وكينان ويلار من منظمة "لايف وورك بلاي" المعنية بالدفاع الذاتي. وفي ردّه، هاجم ويلار الفكرة القائلة بأن قدرات آشلي العقلية المحدودة تبرر اتخاذ قرارات نيابة عنها، قائلاً: "للرُضّع حقوق إنسانية رغم أنهم لا يستطيعون التعبير عن أنفسهم. فلماذا تستحق آشلي اعتبارًا أقل؟"
في 8 أيار 2007، نشرت منظمة "حقوق ذوي الإعاقة في واشنطن" (التي كانت تُعرف سابقًا باسم "نظام الحماية والدفاع في واشنطن") بالتعاون مع "مركز قانون ذوي الإعاقة في يوتا" تقريرًا تحقيقيًا انتقد المستشفى الذي أجرى هذا الإجراء المثير للجدل، واتهمه بانتهاك قانون ولاية واشنطن، وهو ما نفاه محامي الأسرة.

## روابط خارجية
- الورقة الطبية الأصلية التي كتبها الدكتوران غونتر وديكما من مركز آرش بيد أدولسك ميد والتي وصفت العلاج وأدت إلى الدعاية الإعلامية.